# Liste der denkmalgeschützten Objekte in Mürzzuschlag
Die Liste der denkmalgeschützten Objekte in Mürzzuschlag enthält die 21 denkmalgeschützten, unbeweglichen Objekte der österreichischen Stadtgemeinde Mürzzuschlag im steirischen Bezirk Bruck-Mürzzuschlag.

## Denkmäler
| Foto |                 | Denkmal | Standort                                                   | Beschreibung | Metadaten |
| ---- | --------------- | --- | ---------------------------------------------------------- | --- | --- |
| ja   | Datei hochladen | Kilometer-/Meilenstein HERIS-ID: 13487 Objekt-ID: 9677                                                                                 | Edlachstraße Standort KG: Mürzzuschlag                     | Der Postmeilenstein aus dem Jahr 1837 zeigt die Entfernung nach Wien, Graz und Triest an. | BDA-Hist.: Q38179538 Status: § 2a Stand der BDA-Liste: 2025-06-30 Name: Kilometer-/Meilenstein GstNr.: 1656 Postmeilenstein Edlach                                                                                                |
| ja   | Datei hochladen | Bezirksgericht und Amtsgebäude HERIS-ID: 13489 Objekt-ID: 9679seit 2014                                                                | Grazer Straße 1 Standort KG: Mürzzuschlag                  | | BDA-Hist.: Q38179567 Status: Bescheid Stand der BDA-Liste: 2025-06-30 Name: Bezirksgericht und Amtsgebäude GstNr.: .183/2 Bezirksgericht Mürzzuschlag                                                                             |
| ja   | Datei hochladen | Kath. Pfarrkirche Zum gekreuzigten Heiland HERIS-ID: 13516 Objekt-ID: 9706                                                             | bei Grazer Straße 85 Standort KG: Mürzzuschlag             | Kirche der Pfarre Hönigsberg. Eine ehemalige Schuhfabrikshalle wurde zur Kirche umgebaut, die Glasfenster stammen von Edith Temmel. | BDA-Hist.: Q38180100 Status: Bescheid Stand der BDA-Liste: 2025-06-30 Name: Kath. Pfarrkirche Zum gekreuzigten Heiland GstNr.: .1092, 1207 Pfarrkirche Hönigsberg                                                                 |
| ja   | Datei hochladen | Bahnhofanlage Mürzzuschlag HERIS-ID: 112556 Objekt-ID: 130763seit 2017                                                                 | Heizhausgasse 2 Standort KG: Mürzzuschlag                  | Der Bahnhof Mürzzuschlag wurde 1844 eröffnet und 1854 zum Anfangspunkt und wichtigen Stützpunkt für die Semmeringbahn. Die Gebäude wurden von Wilhelm Flattich entworfen, allerdings größtenteils später umgebaut. Das Denkmalobjekt umfasst das Aufnahmsgebäude, den Rundlokschuppen, das Heizhaus, die Montagehalle und andere Nebengebäude, in einigen ist nunmehr das Südbahnmuseum untergebracht. Anmerkung: 2017 wurden zwei bis 2016 einzeln geschützte Objekte unter der Bahnhofanlage Mürzzuschlag zusammengefasst. | BDA-Hist.: Q130395149 Status: Bescheid Stand der BDA-Liste: 2025-06-30 Name: Bahnhofanlage Mürzzuschlag GstNr.: .129, 653/1, .466, .104, .329, .128 Buildings of Bahnhof Mürzzuschlag                                             |
| ja   | Datei hochladen | Kaiser-Franz-Josef-Denkmal HERIS-ID: 21228 Objekt-ID: 17546                                                                            | bei Mariazeller Straße 7 Standort KG: Mürzzuschlag         | | BDA-Hist.: Q37860312 Status: § 2a Stand der BDA-Liste: 2025-06-30 Name: Kaiser-Franz-Josef Denkmal GstNr.: 3/1 Kaiser-Franz-Josef-Denkmal, Mürzzuschlag                                                                           |
| ja   | Datei hochladen | Kriegerdenkmal HERIS-ID: 21229 Objekt-ID: 17547                                                                                        | gegenüber Nansenweg 2 Standort KG: Mürzzuschlag            | Das Kriegerdenkmal wurde von Wilhelm Gösser geschaffen. | BDA-Hist.: Q37860334 Status: § 2a Stand der BDA-Liste: 2025-06-30 Name: Kriegerdenkmal GstNr.: 295 |
| ja   | Datei hochladen | Bahnwärter-/Streckenwärterhaus, Südbahnstrecke, Semmering-Bahn, Wächterhaus rechts der Bahn km 114,680 HERIS-ID: 13559 Objekt-ID: 9764 | Scheedgraben 1 Standort KG: Mürzzuschlag                   | Die Semmeringbahn wurde 1854 eröffnet und ist die älteste normalspurige Gebirgsbahn Europas. Sie wurde von Carl Ritter von Ghega geplant. Vom Bahnhof Gloggnitz zum Bahnhof Mürzzuschlag sind es 41 Kilometer. Das Wächterhaus trägt die Bezeichnung WH 200 nach der neuen Zählung, bzw. WH 54 nach der Originalzählung und ist das letzte erhaltene Wächterhaus in Richtung Süden. | BDA-Hist.: Q64026700 Status: Bescheid Stand der BDA-Liste: 2025-06-30 Name: Bahnwärter-/Streckenwärterhaus, Südbahnstrecke, Semmering-Bahn, Wächterhaus rechts der Bahn km 114,680 GstNr.: .936 Semmering Railway in Mürzzuschlag |
| ja   | Datei hochladen | Flur-/Wegkapelle, Auersbach-Kapelle HERIS-ID: 13512 Objekt-ID: 9702                                                                    | Wiener Straße Standort KG: Mürzzuschlag                    | | BDA-Hist.: Q38179998 Status: § 2a Stand der BDA-Liste: 2025-06-30 Name: Flur-/Wegkapelle, Auersbach-Kapelle GstNr.: .74 Auersbach-Kapelle, Mürzzuschlag                                                                           |
| ja   | Datei hochladen | Flur-/Wegkapelle, Johann-Nepomuk-Kapelle HERIS-ID: 13510 Objekt-ID: 9700                                                               | bei Wiener Straße 1 Standort KG: Mürzzuschlag              | Die breitovale Kapelle wurde 1766 von Martin Rottmayr erbaut und beherbergt eine lebensgroße Johann-Nepomuk-Statue. | BDA-Hist.: Q38179907 Status: § 2a Stand der BDA-Liste: 2025-06-30 Name: Flur-/Wegkapelle, Johann-Nepomuk-Kapelle GstNr.: 631/6 Johannes-Nepomuk-Kapelle Mürzzuschlag                                                              |
| ja   | Datei hochladen | Brahms-Haus auch Dietrich-Haus HERIS-ID: 13502 Objekt-ID: 9692                                                                         | Wiener Straße 2 Standort KG: Mürzzuschlag                  | Das Haus wurde um die Mitte des 16. Jahrhunderts erbaut, erkerartig vortretende Seitenflügel mit einem Hauszeichen am westlichen Flügel. Das rundbogige Portal hat eine Tür mit Wappen, welches mit 1696 datiert ist. Im Hof ein Arkadengang und im Obergeschoß eine unterteilte Stuckdecke aus dem 1. Viertel des 18. Jahrhunderts. In diesem Haus komponierte Brahms seine 4. Sinfonie, Gedenktafel am Haus. | BDA-Hist.: Q38179723 Status: Bescheid Stand der BDA-Liste: 2025-06-30 Name: Brahms-Haus auch Dietrich-Haus GstNr.: .18/1, .18/2 Brahms-Haus, Mürzzuschlag                                                                         |
| ja   | Datei hochladen | Wohn- und Geschäftshaus, sog. Alte Ratsburg HERIS-ID: 13504 Objekt-ID: 9694                                                            | Wiener Straße 38 Standort KG: Mürzzuschlag                 | | BDA-Hist.: Q38179784 Status: Bescheid Stand der BDA-Liste: 2025-06-30 Name: Wohn- und Geschäftshaus, sog. Alte Ratsburg GstNr.: .8 Mürzzuschlag alte Ratsburg                                                                     |
| ja   | Datei hochladen | Ehem. Hammerherrenhaus, Freibergerhaus HERIS-ID: 13505 Objekt-ID: 9695                                                                 | Wiener Straße 50 Standort KG: Mürzzuschlag                 | Das ehemalige Hammerherrenhaus Freibergerhaus wurde 1792 unter Verwendung älterer, teils gotischer Bauten errichtet. Die Straßenfront ist zweigeschoßig und zehnachsig mit zwei Einfahrtstoren, darüber Mansarddach. Im Erdgeschoß klassizistische Fensterkörbe und Stiegenaufgangsgitter aus derselben Zeit. Hofseitig im Westteil Stiegenbrüstungs- (1811 datiert) und Fenstergitter einfacher. Bemerkenswerte Innenausstattung.                                                                                           | BDA-Hist.: Q38179809 Status: Bescheid Stand der BDA-Liste: 2025-06-30 Name: Ehem. Hammerherrenhaus, Freibergerhaus GstNr.: .5, .4, 76 Freibergerhaus, Mürzzuschlag                                                                |
| ja   | Datei hochladen | Kunsthaus Mürzzuschlag, ehem. Kirche des Franziskanerklosters HERIS-ID: 13506 Objekt-ID: 9696                                          | Wiener Straße 56 Standort KG: Mürzzuschlag                 | Die Klosterkirche der Franziskaner wurde 1648–1657 erbaut und Ende des 18. Jahrhunderts säkularisiert. 1988–1991 wurde ein Stahlgerüst mit Glasüberzug angefügt und das Gebäude zum Kunsthaus adaptiert. | BDA-Hist.: Q1792444 Status: Bescheid Stand der BDA-Liste: 2025-06-30 Name: Kunsthaus Mürzzuschlag, ehem. Franziskanerklosterkirche GstNr.: .3/2 Kunsthaus Mürzzuschlag                                                            |
| ja   | Datei hochladen | Bildstock, Russenkreuz HERIS-ID: 13511 Objekt-ID: 9701                                                                                 | bei Wiener Straße 71 Standort KG: Mürzzuschlag             | Erbaut um 1799, es markiert die Grabstätte von 75 russischen Soldaten aus der Armee des Generals Suwarov die in Mürzzuschlag einer Seuche erlagen. | BDA-Hist.: Q38179934 Status: § 2a Stand der BDA-Liste: 2025-06-30 Name: Bildstock, Russenkreuz GstNr.: 382/1 |
| ja   | Datei hochladen | Wohn- und Geschäftshaus, Ankerhaus HERIS-ID: 13493 Objekt-ID: 9683seit 2018                                                            | Wiener Straße 72 Standort KG: Mürzzuschlag                 | Das Haus wurde 1911 errichtet und prägt mit seinen Eckloggien und Erkern den Eingang zur Wiener Straße. Vom Jugendstildekor sind noch Frauenmasken unterhalb der Erdgeschoßfenster übrig. 2016 wurde nach jahrelangem Leerstand ein Umbau für Betreutes Wohnen ins Auge gefasst, daraufhin erfolgte die Unterschutzstellung des Gebäudes. Anmerkung: Identadresse: Haasgasse 2 | BDA-Hist.: Q105640217 Status: Bescheid Stand der BDA-Liste: 2025-06-30 Name: Wohn- und Geschäftshaus, Ankerhaus GstNr.: .1/2 Ankerhaus, Mürzzuschlag                                                                              |
| ja   | Datei hochladen | Ehem. Forstamt HERIS-ID: 13508 Objekt-ID: 9698                                                                                         | Wiener Straße 79 Standort KG: Mürzzuschlag                 | Das ehemalige Forstamt stammt aus dem Ende des 18. Jahrhunderts mit Plattenstil, Satteldach und Fensterkörben. Es diente von den 1960er-Jahren bis in die 2000er-Jahre als Wintersportmuseum. | BDA-Hist.: Q1299026 Status: Bescheid Stand der BDA-Liste: 2025-06-30 Name: Wintersport- und Heimatmuseum, ehem.Forstamt GstNr.: .80/1 Wiener Straße 79, Mürzzuschlag                                                              |
| ja   | Datei hochladen | Wohnhaus HERIS-ID: 13509 Objekt-ID: 9699                                                                                               | Wiener Straße 120, 122, 124, 126 Standort KG: Mürzzuschlag | Die Wohnhäuser für Bedienstete der Südbahn-Gesellschaft wurden 1921/22 von Karl Badstieber und Karl Reiner erbaut. | BDA-Hist.: Q38179861 Status: § 2a Stand der BDA-Liste: 2025-06-30 Name: Wohnhaus GstNr.: .472 Wohnhausanlage Wiener Straße 120-126, Mürzzuschlag                                                                                  |
| ja   | Datei hochladen | Kath. Pfarrkirche hl. Kunigunde HERIS-ID: 13482 Objekt-ID: 9672                                                                        | Kirchengasse Standort KG: Mürzzuschlag                     | Die Pfarrkirche von Mürzzuschlag wurde urkundlich bereits 1094 erwähnt und ist somit eine der ältesten Kirchen des gesamten Mürztales. Heute ist ihr Erscheinungsbild mit Ausnahme des gotischen Südwestturms allerdings durch den Neubau ab dem Jahr 1767 geprägt. Der Hochaltar, drei Seitenaltäre und die Kanzel im Innenraum stammen aus dem Rokoko. | BDA-Hist.: Q38179446 Status: § 2a Stand der BDA-Liste: 2025-06-30 Name: Kath. Pfarrkirche hl. Kunigunde GstNr.: .117/1 Pfarrkirche hl. Kunigunde, Mürzzuschlag                                                                    |
| ja   | Datei hochladen | Evang. Pfarrkirche A.B., Heilandskirche HERIS-ID: 13483 Objekt-ID: 9673                                                                | Standort KG: Mürzzuschlag                                  | Die Kirche wurde 1900 nach einem Plan von Carl Steinhofer in neugotischen Formen erbaut. Der Bau erfolgte zur Versorgung der im Rahmen der Los-von-Rom-Bewegung neu eingerichteten evangelischen Gemeinde und wurde durch eine vom Dichter Peter Rosegger initiierte Spendensammlung von 30.000 Kronen in Deutschland ermöglicht. | BDA-Hist.: Q38179465 Status: § 2a Stand der BDA-Liste: 2025-06-30 Name: Evang. Pfarrkirche A.B., Heilandskirche GstNr.: .214 Evangelische Kirche Mürzzuschlag                                                                     |
| ja   | Datei hochladen | Semmering-Bahn (Gloggnitz-Mürzzuschlag) HERIS-ID: 13513 Objekt-ID: 9703                                                                | bei Heizhausgasse 4 Standort KG: Mürzzuschlag              | Die Semmeringbahn wurde 1854 eröffnet und ist die älteste normalspurige Gebirgsbahn Europas. Sie wurde von Carl Ritter von Ghega geplant. Vom Bahnhof Gloggnitz zum Bahnhof Mürzzuschlag sind es 41 Kilometer. | BDA-Hist.: Q64026696 Status: Bescheid Stand der BDA-Liste: 2025-06-30 Name: Semmering-Bahn (Gloggnitz-Mürzzuschlag) GstNr.: 1676, 653/1, 653/17 Semmering Railway in Mürzzuschlag                                                 |
| ja   | Datei hochladen | Eisenbahnbrücke „Au“ über die Mürz HERIS-ID: 63588 Objekt-ID: 76259                                                                    | Standort KG: Mürzzuschlag                                  | | BDA-Hist.: Q38103816 Status: Bescheid Stand der BDA-Liste: 2025-06-30 Name: Eisenbahnbrücke „Au“ über die Mürz GstNr.: 654/1, 714, 643/1                                                                                          |

## Ehemalige Denkmäler
| Foto |                 | Denkmal                                                        | Standort                                  | Beschreibung                                                                                | Metadaten |
| ---- | --------------- | -------------------------------------------------------------- | ----------------------------------------- | ------------------------------------------------------------------------------------------- | --- |
| ja   | Datei hochladen | Rundlokschuppen mit Drehscheibe Objekt-ID: 104855bis 2016      | Heizhausgasse Standort KG: Mürzzuschlag   | Anmerkung: 2017 in der Bahnhofanlage Mürzzuschlag aufgegangen und dort weiterhin geschützt. | BDA-Hist.: Q106782862 Status: Bescheid Stand der BDA-Liste: 2016-06-21 Name: Rundlokschuppen mit Drehscheibe GstNr.: .129, 653/1 Rundlokschuppen Mürzzuschlag          |
| ja   | Datei hochladen | Lokmontierungshalle mit Schiebebühne Objekt-ID: 104856bis 2016 | Heizhausgasse 2 Standort KG: Mürzzuschlag | Anmerkung: 2017 in der Bahnhofanlage Mürzzuschlag aufgegangen und dort weiterhin geschützt. | BDA-Hist.: Q106782863 Status: Bescheid Stand der BDA-Liste: 2016-06-21 Name: Lokmontierungshalle mit Schiebebühne GstNr.: .466, 653/1 Lokmontierungshalle Mürzzuschlag |